# Ptinella pacifica
Ptinella pacifica är en skalbaggsart som beskrevs av Matthews 1882. Ptinella pacifica ingår i släktet Ptinella och familjen fjädervingar. Inga underarter finns listade i Catalogue of Life.